# Phaonia aethiopica
Phaonia aethiopica este o specie de muște din genul Phaonia, familia Muscidae, descrisă de Mary Katherine Curran în anul 1938.
Este endemică în Zimbabwe. Conform Catalogue of Life specia Phaonia aethiopica nu are subspecii cunoscute.